# Tova Berlinski

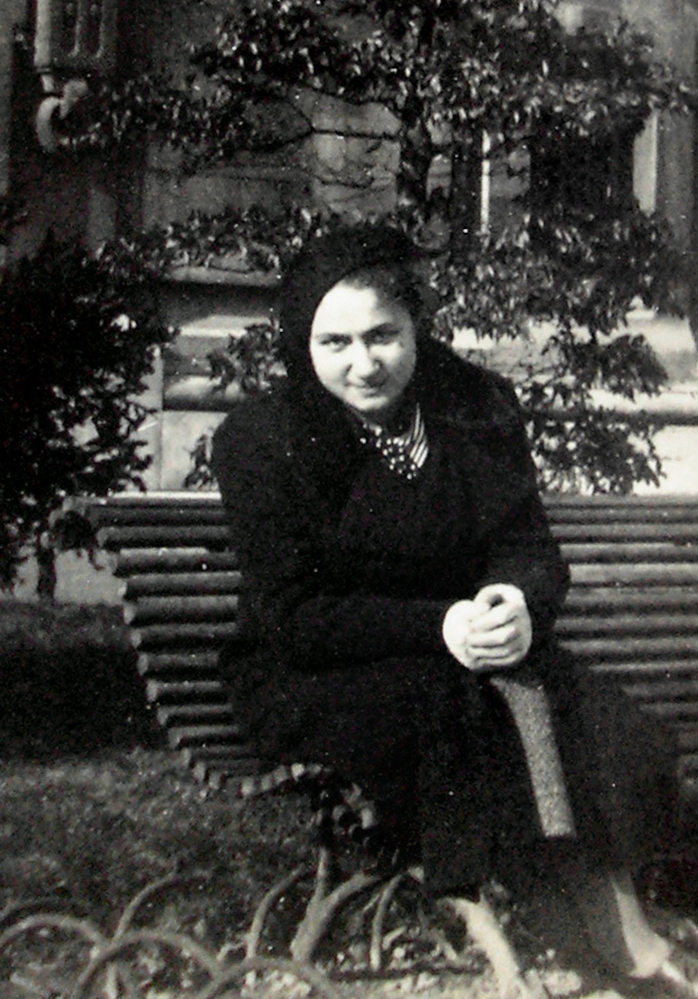
Tova Berlinski (Paris, 1934)

Tova Berlinski (hebräisch טובה ברלינסקי; 20. April 1915 in Oświęcim – 16. Januar 2022 in Jerusalem) war eine in Polen geborene israelische Malerin, die als Doyenne der Jerusalemer Malergemeinde galt.

## Leben und Karriere
Berlinski wurde 1915 in Oświęcim als Gusta Wolf, Tochter des Chassidim und Möbelladenbesitzers Samuel Wolf und Gizela, geb. Horowitz, geboren. Sie war die älteste von sechs Geschwistern.
Ihren Ehemann Elijah lernte sie durch ihr Engagement in der zionistischen Jugendbewegung kennen. Zehn Tage nach ihrer Hochzeit im Jahr 1938 verließen sie Polen in Richtung des damaligen Mandatsgebiets Palästina, um sich den Pionieren bei der Gründung Israels anzuschließen. Sie kamen als illegale Einwanderer, um die britischen Behörden zu umgehen, die damals die jüdische Einwanderung beschränkten. Die Künstlerin blieb mit ihrer Familie in Polen in Kontakt, solange es möglich war, Briefe zu schreiben. Während des Zweiten Weltkriegs kam ihre Familie in Polen im KZ Auschwitz-Birkenau ums Leben.
Ursprünglich war ihre Leidenschaft das Theater. Im Alter von 38 Jahren begann sie zu malen. Von 1953 bis 1957 studierte sie an der Bezalel Academy of Arts in Jerusalem, später auch in Paris bei Andre Lhote und Henri Goetz, wo sie im Kreis des abstrakten Expressionismus blieb. Bis 1952 lebte sie in Tel Aviv. Danach lebte und arbeitete sie in Jerusalem. Im Jahr 1963 erhielt sie den Jerusalem-Preis und im Jahr 2000 den Mordechai-Ish-Shalom-Preis für ihr Lebenswerk und einen bedeutenden Beitrag zur Entwicklung der Kunst.
Von 1965 bis 1984 war sie Dozentin an der Volksuniversität – Beit Ha'Am Bezalel. Sie gab auch Privatunterricht in ihrem eigenen Studio. 1974 schloss sie sich der Gruppe Aklim an. Von 1982 bis 1984 war sie Mitglied der Gruppe Radius.
1984 besuchte die Künstlerin zum ersten Mal, seit sie Polen verlassen hatte, ihre Heimatstadt Oświęcim. Später besuchte sie die Stadt mehrmals, wobei sie sich weigerte, die Stadt nur mit der Geschichte des hier existierenden Konzentrationslagers zu assoziieren, und die Bedeutung ihrer Erinnerungen an ihre glückliche Kindheit in dieser Stadt betonen wollte.
Berlinski starb am 16. Januar 2022 in Jerusalem im Alter von 106 Jahren.

## Arbeit
Ursprünglich waren Berlinskis Bilder voll von Licht und Farben. In der Anfangszeit ihres Schaffens war die Künstlerin von bunten Kinderzeichnungen fasziniert, später schuf sie farbige Abstraktionen und Landschaften. Mit der Zeit tauchten figurative Motive im Werk der Künstlerin auf.
Ihre Gemälde aus den 1960er und 1970er Jahren zeigen den Einfluss der Vergangenheit in Oświęcim, das der Künstlerin als schöne Stadt und als Erinnerung an die idyllische Landschaft ihrer Kindheit in Erinnerung geblieben ist. Diese Gemälde zeigen einen abstrakten Stil mit kontrastreichen Farben und schwarzen Konturen. In den Gemälden aus dieser Zeit finden sich auch verschwommene Figuren, die auf Familienmitglieder hinweisen, die im Holocaust umgekommen sind.
Doch erst in den 1970er Jahren begann die Künstlerin, sich direkt mit dem Thema Holocaust auseinanderzusetzen. Ihre Bilder wurden immer abstrakter und es entstanden größere Farbflächen. In den 1970er Jahren wurden die Farben gemäßigter und monochromer, aber die Farbflächen wuchsen und breiteten sich über die gesamte Fläche des Bildes aus. Berlinski malte oft geschlossene Fenster und die durch geschlossene Fensterläden sichtbaren Ansichten.
Spätere israelische Landschaften mit hohen Zypressen und Felsen erwecken den Eindruck von Strenge und Leere. Leere Stühle werden in minimalistischen Stillleben dargestellt. In Porträts erscheinen Familienmitglieder mit verschwommenen und verblassenden Gesichtszügen oder Gesichtern, die in geometrischen Mustern verblassen – dies ist eine Reflexion über den Verlust des Porträtierten. Später werden dunkle, oft schwarze Blumen zum Hauptmotiv von Berlinskis Gemälden, die oft den in Auschwitz ermordeten Eltern und Geschwistern gewidmet sind.
Berlinski stellte ihre Werke unter anderem in Israel, Großbritannien, den Vereinigten Staaten und den Niederlanden aus. Im Januar 2006 wurden ihre Werke erstmals in Polen in einer Ausstellung mit dem Titel „Über Liebe und Tod“ in der Städtischen Galerie Arsenał in Poznań gezeigt. Im selben Jahr wurden sie auch im Jüdischen Zentrum Auschwitz in Oświęcim und im Zentrum für jüdische Kultur in Krakau präsentiert.
Im Jahr 2006 schenkte Berlinski eines ihrer Werke dem Museum Auschwitz-Birkenau. Es handelt sich um ein unbetiteltes Bild einer einzelnen grauen Blume in einer Glasvase. Die 100 × 70 cm große Komposition in Grau- und Schwarztönen wurde in einer Mischtechnik auf Papier gefertigt. Ein Jahr später schenkte die Künstlerin zwei Bilder der Sammlung des Jüdischen Zentrums Auschwitz in Oświęcim.

## Einzelausstellungen (Auswahl)
- 1967: Chemerinsky Kunstgalerie, Tel Aviv
- 1975: „Pastell 1975“, Galerie Debel, Jerusalem
- 1976: Debel-Galerie, Jerusalem
- 1991: „Pastell auf Papier“, Galerie Sara Levi, Tel Aviv
- 1992: Ölgemälde, Jerusalem
- 1995: „Schwarze Blumen“, Israel Museum, Jerusalem
- 1995: Herzeliya Museum für Kunst, Herzeliya
- 1999: Artspace Galerie, Jerusalem
- 2002: Zeichnungen und Ölgemälde, Jerusalem[9]